# Kaijû daifunsen: Daigorou tai Goriasu
Kaijû daifunsen: Daigorou tai Goriasu (japanisch 怪獣大奮戦 ダイゴロウ対ゴリアス) ist ein japanischer Monsterfilm aus dem Jahr 1972. Als Monsterfilm gehört er zum Genre des Kaijū.

## Handlung
Auf der japanischen Insel Goroshima Island vor der japanischen Küste lebt das Monster Daigoro. Sechs Jahre zuvor war Daigorous Mutter durch einen Atomunfall zum Leben erwacht. Auf der Suche nach ihrem verlorengegangenen Sohn Daigoro hinterließ sie eine Spur der Zerstörung. Kurz bevor sie ihn wieder zu sich nehmen konnte, wurde sie von der japanischen Armee getötet. Daigoro wurde auf Goroshima Island untergebracht; der Japaner Saito wurde sein Ziehvater.
Inzwischen hat sich Daigoro zur Touristenattraktion entwickelt. Jedoch wird die Ernährung des wachsenden Daigoro immer mehr zum Problem, so dass ihm die Regierung zum Missfallen Saitos sogar appetithemmende Mittel in die Nahrung mischt. Dies ruft einen Erfinder auf den Plan, der in einer TV-Gameshow 2 Millionen Yen gewinnen will, um Daigoros Ernährung zu finanzieren.
Eines Tages landet Goriasu, ein außerirdisches Monster mit einem Horn auf der Nase, mit einem Asteroiden auf der Insel. In einem ersten Kampf setzt Goriasu Daigoro durch einen Blitzstrahl aus seinem Nasenhorn außer Gefecht. Es werden große Portionen Nahrung für Daigoro herangeschafft. Vergeblich versucht ein Arzt, den ohnmächtigen Daigoro zu reanimieren; dieser erwacht erst, als der Lebenskünstler Kumo, der in Daigoros Rettung miteinbezogen wurde, ihm eine Portion Futter in den Mund schüttet. Daigoro stärkt sich mit den herangeschafften Vorräten.
Während verschiedene Möglichkeiten erörtert werden, wie am besten gegen Goriasu vorzugehen ist, wird vergeblich versucht, dem friedfertigen Daigoro Kampfestechniken beizubringen. In diesem Zusammenhang entwickelt Daigoro die Fähigkeit, einen Feueratem auszustoßen. Daigoro wird trainiert, mit dieser neuen Fähigkeit umzugehen.
Inzwischen hat der Erfinder einen Apparat entwickelt, der Goriasus Nasenhorn unschädlich machen soll. Kumo und der Erfinder reisen nach Emakajima Island, wo Goriasu sich inzwischen aufhält, um den Apparat auf Goriasus Nasenhorn zu platzieren. Da das Gerät fälschlicherweise signalisiert, Goriasus Nasenhorn sei inaktiv, beginnt Daigoro den Kampf gegen das außerirdische Monster. Erneut wird er vom Strahl getroffen, erwacht aber diesmal rascher aus seiner Ohnmacht. Inzwischen gelingt es, ein Laken auf das Nasenhorn zu werfen. Daigoro nimmt erneut den Kampf auf und besiegt Goriasu mit einem Feuerstrahl.
Der geschwächte Goriasu wird an eine Rakete gefesselt und ins Weltall geschossen. Für Daigoro wird zur Belohnung eine Toilette mit fließendem Wasser auf der Insel installiert.

## Hintergrund
Ursprünglich sollte der Film als Koproduktion von Tsuburaya Productions und den Tōhō-Studios, den Inhabern der Rechte an der Filmfigur Godzilla, Teil des Godzilla-Franchise werden. Jedoch zogen die Tōhō-Studios bereits frühzeitig ihre Beteiligung an dem Film zurück, so dass Godzilla durch das Monster Goriasu ersetzt werden musste.